# Казобон (коммуна)
Казобо́н (фр. Cazaubon) — коммуна во Франции, находится в регионе Юг — Пиренеи. Департамент — Жер. Административный центр кантона Казобон. Округ коммуны — Кондом.
Код INSEE коммуны — 32096.

## География

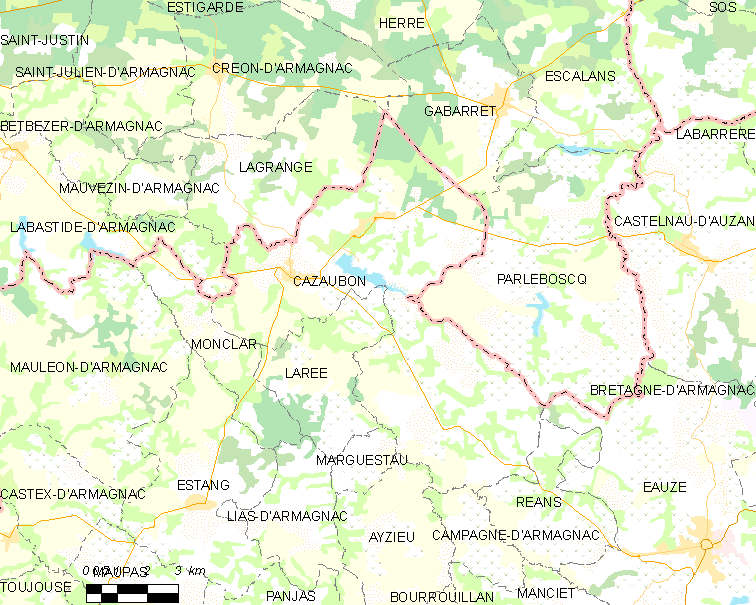
Карта коммуны

Коммуна расположена приблизительно в 580 км к югу от Парижа, в 130 км западнее Тулузы, в 65 км к северо-западу от Оша.
По территории коммуны протекает река Дуз и расположено озеро Юби (фр. Uby).

## Климат
Климат умеренно-океанический. Лето жаркое и немного дождливое, температура часто превышает 35 °С. Зимой часто бывает отрицательная температура и ночные заморозки. Годовое количество осадков — 700—900 мм.

## Население
Население коммуны на 2010 год составляло 1707 человек.
| 1962 | 1968 | 1975 | 1982 | 1990 | 1999 | 2010 |
| ---- | ---- | ---- | ---- | ---- | ---- | ---- |
| 1701 | 1691 | 1638 | 1635 | 1605 | 1546 | 1707 |

## Администрация
| Период | Период | Фамилия         | Партия                    | Примечания |
| ------ | ------ | --------------- | ------------------------- | ---------- |
| 2001   | 2014   | Клод Сенра      | Союз за народное движение |            |
| 2014   | 2020   | Жан-Мишель Огре | Социалистическая партия   |            |

## Экономика
В 2010 году среди 1048 человек трудоспособного возраста (15-64 лет) 751 были экономически активными, 297 — неактивными (показатель активности — 71,7 %, в 1999 году было 72,7 %). Из 751 активных жителей работали 654 человека (353 мужчины и 301 женщина), безработных было 97 (39 мужчин и 58 женщин). Среди 297 неактивных 56 человек были учениками или студентами, 147 — пенсионерами, 94 были неактивными по другим причинам.

## Достопримечательности
- Церковь Св. Петра (XVI век). Исторический памятник с 1925 года[4]
- Церковь Св. Иоанна Крестителя
- Церковь Св. Мартина
- Городские ворота (XV век). Исторический памятник с 1926 года[5]
- Замок Беге

## Фотогалерея

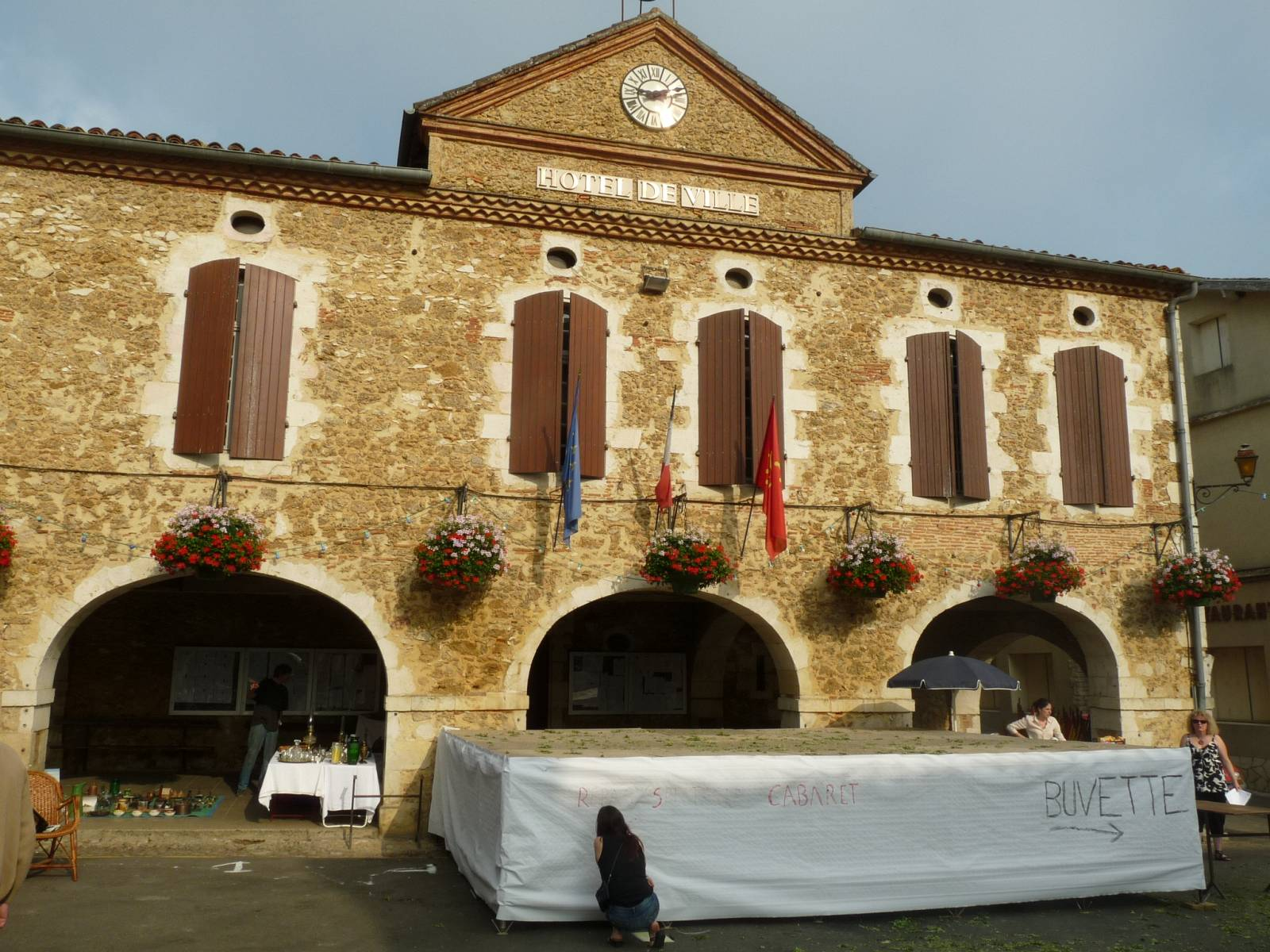
Мэрия
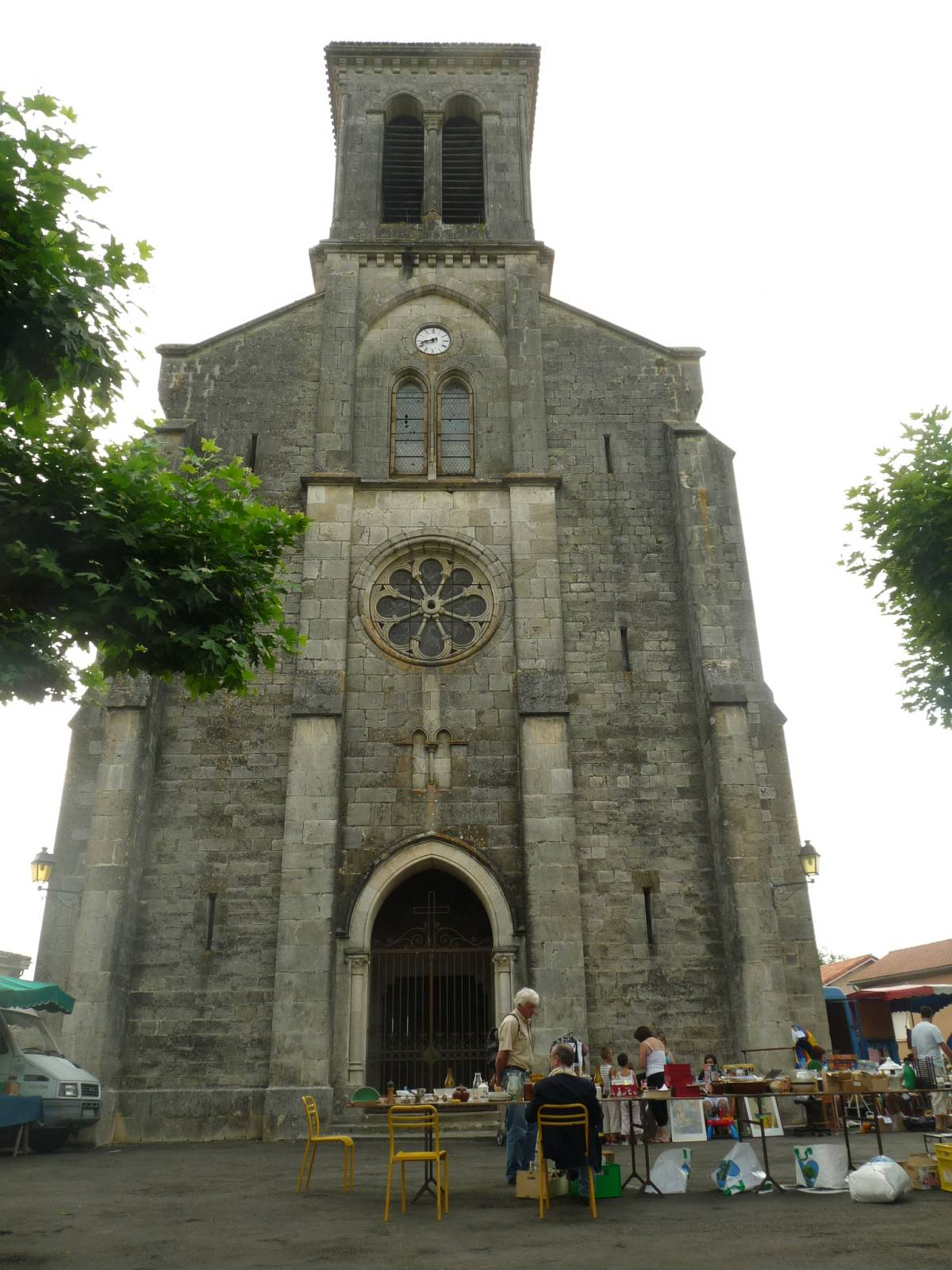
Церковь Св. Мартина
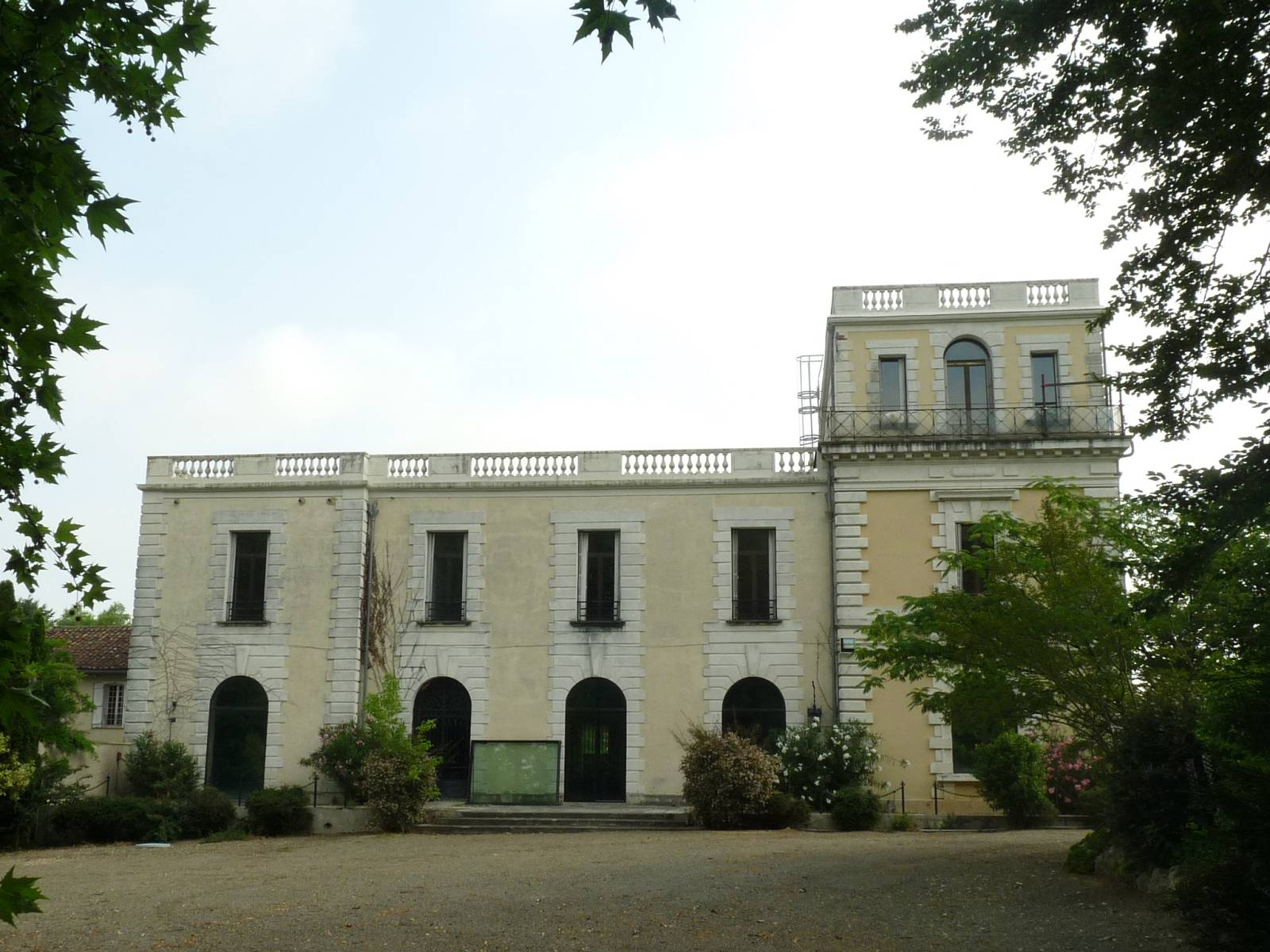
Замок Беге
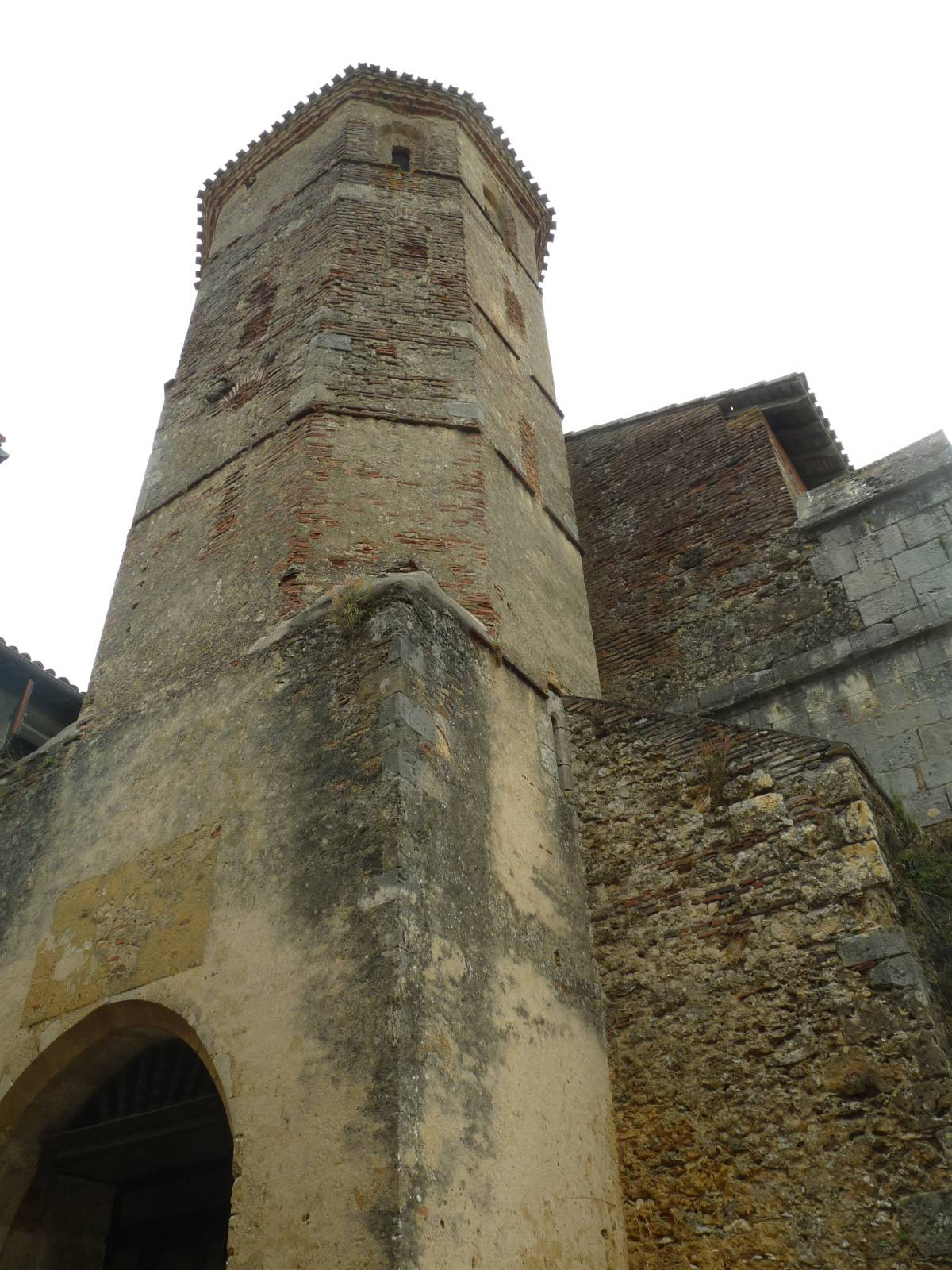
Церковь Св. Иоанна Крестителя
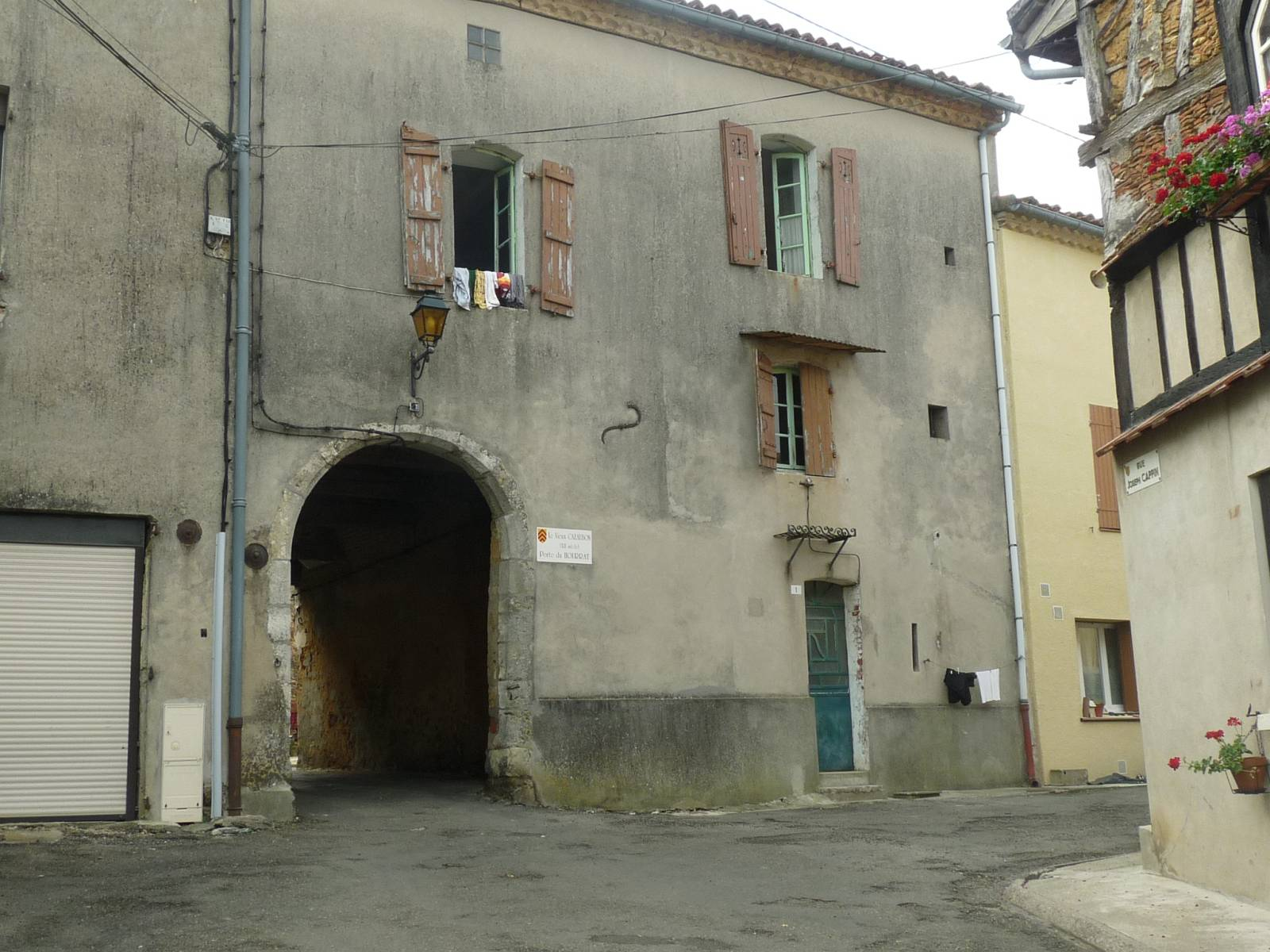
Ворота Урра
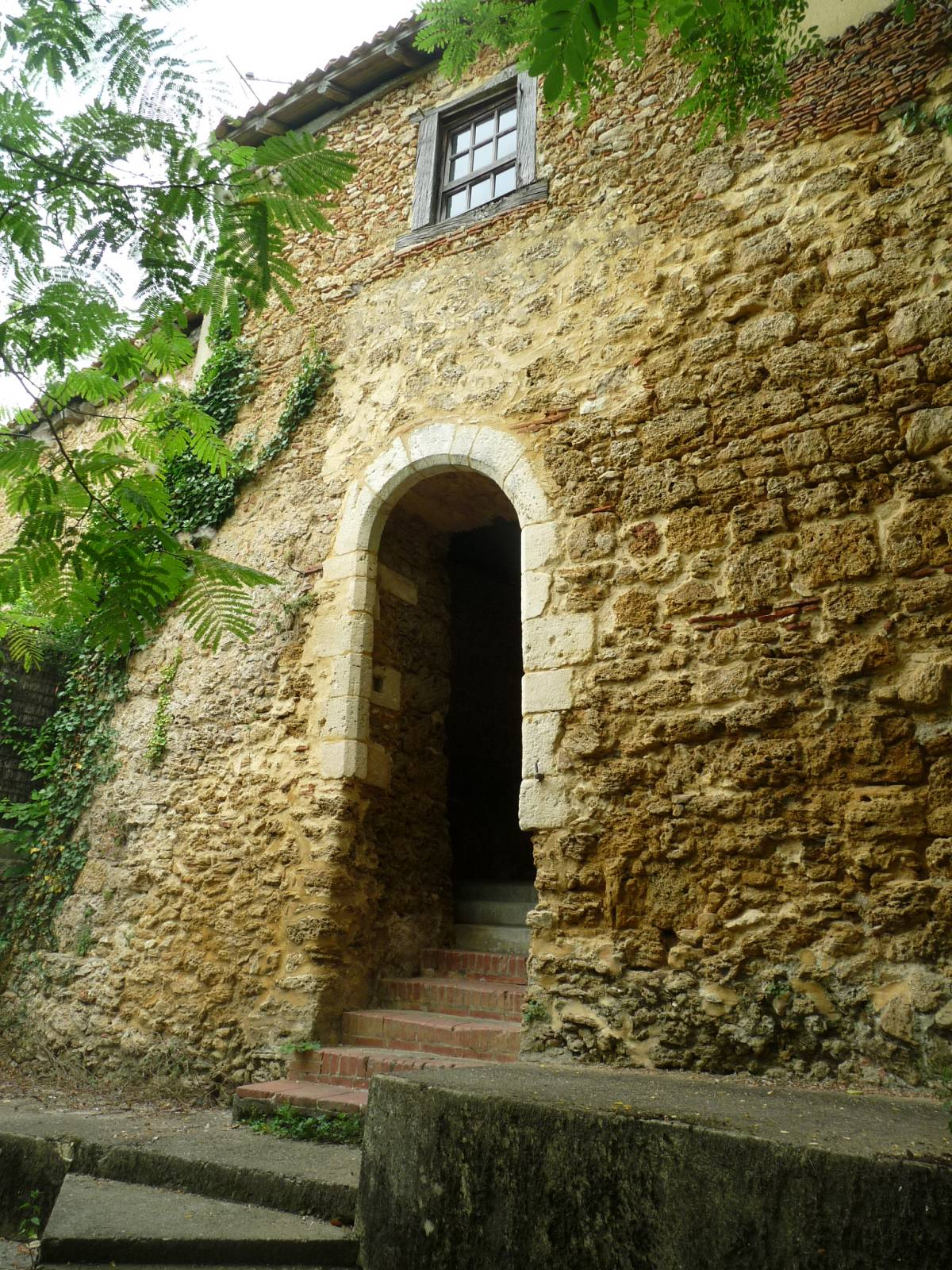
Ворота Юзан
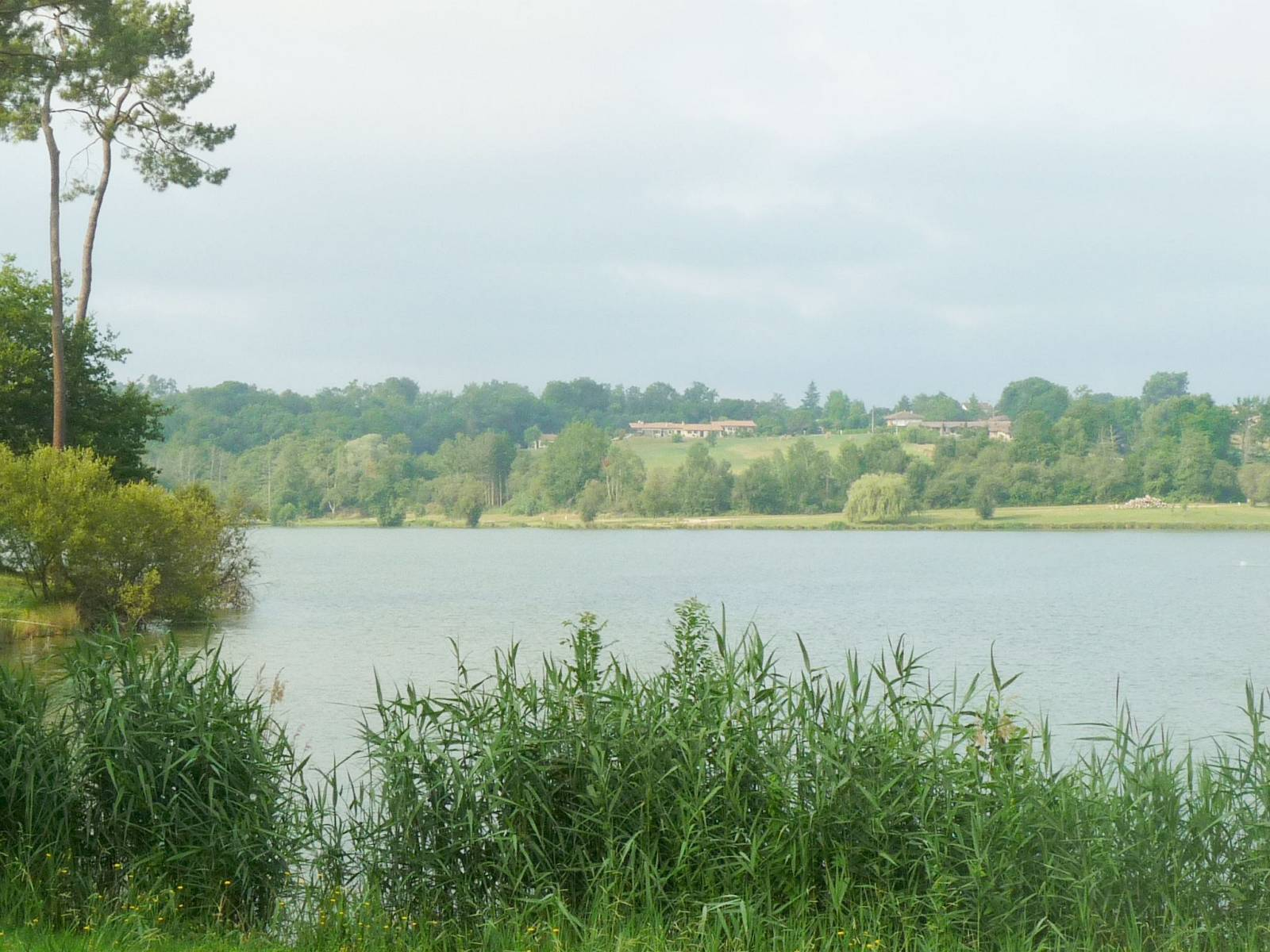
Озеро Юби